# Gentile II da Varano
Gentile II da Varano (... – Perugia, 1355) è stato un condottiero e politico italiano, quarto signore di Camerino.

## Biografia
Era figlio di Berardo I da Varano, signore di Camerino.
Fu nominato podestà di Firenze nel 1312. Di parte guelfa, seguì il padre, capitano generale della Chiesa, nelle guerre d'Umbria e della Marca di Ancona contro i ghibellini. Militando per papa Giovanni XXII, nel 1322 espugnò la città di Matelica. Ricoprì la carica di podestà di San Ginesio nel 1329, 1330 e 1339. Quando l'imperatore Ludovico il Bavaro scese in Italia in soccorso dei ghibellini, offrì a Gentile l'incarico di vicario imperiale, ma rifiutò. Nel 1332 papa Clemente VI, per ingraziarsi Gentile, lo nominò vicario della Chiesa per Camerino. Accolse con tutti gli onori il cardinale Egidio Albornoz in visita a Camerino.
Morì nel 1355.

## Discendenza
Gentile ebbe tre figli:
- Angelo, religioso
- Berardo (?-1350), signore di Camerino, premorì al padre
- Gentile

## Ascendenza
|                      |   |                     | Genitori |  |  | Nonni               |  |  | Bisnonni |  |
|                      |   |                     |          |  |  | Gentile I da Varano |  |  | Varano   |  |
|                      |   |                     |          |  |  | Gentile I da Varano |  |  | Varano   |  |
|                      |   | …                   |          |  |  | Gentile I da Varano |  |  |          |  |
| Berardo I da Varano  |   |                     |          |  |  | Gentile I da Varano |  |  |          |  |
|                      |   | Alteruccia d'Altino | …        |  |  |                     |  |  |          |  |
|                      |   | Alteruccia d'Altino | …        |  |  |                     |  |  |          |  |
|                      |   | Alteruccia d'Altino | …        |  |  |                     |  |  |          |  |
| Gentile II da Varano |   | Alteruccia d'Altino |          |  |  |                     |  |  |          |  |
|                      | … | …                   |          |  |  |                     |  |  |          |  |
|                      | … | …                   |          |  |  |                     |  |  |          |  |
|                      | … | …                   |          |  |  |                     |  |  |          |  |
| Emma                 | … |                     |          |  |  |                     |  |  |          |  |
|                      |   | …                   | …        |  |  |                     |  |  |          |  |
|                      |   | …                   | …        |  |  |                     |  |  |          |  |
|                      |   | …                   | …        |  |  |                     |  |  |          |  |
|                      |   | …                   |          |  |  |                     |  |  |          |  |